# Jahn (Familienname)
Jahn ist im deutschen Sprachraum ein häufiger Familienname.

## Namensträger

### A
- Adam Jahn (* 1991), US-amerikanischer Fußballspieler
- Adolf Jahn (1858–1941), deutscher Bildhauer
- Albert Jahn (1811–1900), Schweizer Historiker
- Albert Jahn (Architekt) (1841–1886), Schweizer Architekt
- Albert Spitzner-Jahn (* 1955), deutscher Heimatforscher, Archivar und Genealoge
- Aldo Jahn (1926–2006), österreichischer Arzt, Maler und Zeichner
- Alfred Jahn (Politiker) (1885–1974), deutscher Kommunalpolitiker und Widerstandskämpfer
- Alfred Jahn (Verleger) (1886–1976), deutscher Verleger
- Alfred Jahn (Geograph) (1915–1999), polnischer Geograph und Polarforscher
- Alfred Jahn (Mediziner) (1937–2024), deutscher Chirurg
- Alfredo Jahn (1869–1940), venezolanischer Ingenieur, Botaniker und Geograph
- Andrea Jahn (Kunsthistorikerin) (* 1964), deutsche Kunsthistorikerin
- Andrea Schröder-Jahn (* 1958), deutsche Filmeditorin
- Andreas Jahn (* vor 1973), deutscher Biologe
- Anna Schimpff-Jahn (1831–1896), deutsche Schriftstellerin und Verlegerin
- Anna Susanne Jahn (* 1961), deutsche Malerin
- Anton Jahn (1810–1841), deutscher Maler und Zeichner
- Arthur Jahn (1877–nach 1944), deutscher Violinist und Musikpädagoge
- Artur Jahn (1904–1983), deutscher Politiker (CDU)
- August Jahn (1862–nach 1926), deutscher Komponist

### B
- Bernd Jahn (Trainer) (* 1947), deutscher Leichtathletiktrainer
- Bernd-Uwe Jahn (1944–2019), deutscher Jurist
- Bernhard Jahn (* 1962), deutscher Germanist und Hochschullehrer
- Bettine Jahn (* 1958), deutsche Leichtathletin
- Birgit Jahn (* 1966), deutsches Model
- Bruno Herbert Jahn (1893–nach 1943), deutscher Schriftsteller
- Bruno Viktor Jahn (1843–?), deutscher Jurist und Staatsbeamter
- Burkhard Jahn (* 1948), deutscher Schauspieler, Regisseur und Autor

### C
- Carl Jahn (1777–1854), Schweizer Klassischer Philologe, siehe Karl Jahn (Altphilologe)
- Carl Jahn (Künstler) (Carl Ernst Albert Jahn; 1844–1912), deutsch-finnischer Kupferstecher, Künstler und Kunstlehrer
- Carl Jahn (Sänger) (1885–nach 1918), deutscher Opernsänger (Tenor)
- Carlos Jahn (* 1966), deutscher Ingenieur und Hochschullehrer
- Charlotte Germann-Jahn (1921–1988), Schweizer Bildhauerin
- Christoph Jahn (1932–2015), deutscher Pfarrer, Theologe, Verleger und Publizist
- Claire Jahn (* 1986), deutsche Kamerafrau
- Claudia Jahn (* 1969), deutsch-schweizerische Schauspielerin, Sprecherin, Autorin
- Constanze Jahn (* 1963), deutsche Schachspielerin
- Curt Jahn (1892–1966), deutscher General der Artillerie

### D
- Daniel Jahn (1824–1893), deutscher Richter und Politiker
- David Jahn (1798–1870), deutscher Pfarrer und Politiker
- Dennis Jahn (* 1992), deutscher Politiker (AfD)
- Detlef Jahn (* 1956), deutscher Politikwissenschaftler
- Dieter Jahn (Musikpädagoge), deutscher Musikpädagoge und Hochschullehrer
- Dieter Jahn (Chemiker) (* 1951), deutscher Chemiker
- Dieter Jahn (Biologe) (* 1959), deutscher Biochemiker und Mikrobiologe
- Dominik Jahn (* 1995), deutscher Schauspieler

### E
- Eduard Jahn (1871–1942), deutscher Forstbotaniker und Pilzkundler
- Egbert Jahn (* 1941), deutscher Politikwissenschaftler
- Elke Jahn (* 1966), deutsche Betriebswirtin und Hochschullehrerin
- Else Jahn (Widerstandskämpferin) (1901–1945), deutsche Widerstandskämpferin
- Else Jahn (Entomologin) (1913–2008), österreichische Entomologin und Hochschullehrerin
- Emil Jahn (1886–nach 1946), deutscher Politiker (SPD)
- Erich Jahn (1907–nach 1934), deutscher Hitlerjugend-Führer
- Erich Jahn (Zahnmediziner) (1912–2000), Schweizer Zahnmediziner und Prothetiker
- Ernst Jahn (Politiker, 1828) (1828–1921), deutscher Gutsbesitzer und Politiker (Konservativer Landesverein)
- Ernst Jahn (Politiker, 1877) (1877–1955), deutscher Jurist und Politiker (Nationalliberale, DDP)
- Ernst Jahn (Pfarrer) (1893–1969), deutscher evangelischer Pfarrer, Theologe und Religionspädagoge
- Ernst Jahn (NS-Opfer) (1903–1935), deutscher Friseur, NS-Opfer
- Ernst-Henning Jahn (1938–2023), deutscher Politiker (CDU)
- Ernst Reinhold Jahn (Pseudonym Ernst Reinhold; 1853–nach 1908), deutscher Arzt und Schriftsteller
- Erwin Jahn (1890–1964), deutscher Germanist und Hochschullehrer
- Eugen Jahn (1892–1961), deutscher Orchesterleiter

### F
- Ferdinand Jahn (1804–1859), deutscher Mediziner
- Franz Jahn (Pomologe) (1806–1867), deutscher Apotheker und Obstbauwissenschaftler
- Franz Jahn (Politiker) (1909–1989), deutscher Politiker (SPD, KPD, SED) und Gewerkschafter
- Franziska Jahn, deutsche Modedesignerin und Filmregisseurin
- Fred Jahn (* 1944), deutscher Galerist
- Friedrich Jahn (Mediziner, 1766) (1766–1813), deutscher Mediziner
- Friedrich Jahn (Orgelbauer) (1798–1875), deutscher Orgelbauer
- Friedrich Jahn (Mediziner, 1888) (1888–1984), deutscher Mediziner
- Friedrich Jahn (Gastronom) (1923–1998), österreichischer Gastronom
- Friedrich-Adolf Jahn (1935–2016), deutscher Politiker (CDU)
- Friedrich Ludwig Jahn (1778–1852), deutscher Turnpädagoge
- Fritz Jahn (Geistlicher) (1863–1931), deutscher Pastor, Anstaltsleiter und Spielesammler
- Fritz Jahn (Musikwissenschaftler) (1899–1967), deutscher Musikwissenschaftler und Redakteur
- Fritz Jahn (Verwaltungsjurist) (1919–nach 1974), deutscher Verwaltungsjurist
- Fritz Schröder-Jahn (1908–1980), deutscher Hörspielregisseur

### G
- Georg Jahn (Maler) (1869–1940), deutscher Maler und Grafiker
- Georg Jahn (Jurist) (1873–1934), deutscher Jurist
- Georg Jahn (Wirtschaftswissenschaftler) (1885–1962), deutscher Wirtschaftswissenschaftler
- Gerhard Jahn (1927–1998), deutscher Politiker (SPD)
- Gerhild Jahn (1941–1998), deutsche Politikerin (SPD)
- Gertraud Jahn (* 1957), österreichische Politikerin (SPÖ)
- Gertrude Jahn (* 1938/40), jugoslawische Sopranistin
- Gisela Jahn (Forstwissenschaftlerin) (1920–2024), deutsche Forstwissenschaftlerin
- Gisela Jahn (Dirigentin) (1923–2000), deutsche Dirigentin
- Gisela Jahn (Medizinerin) (1932–2011), deutsche Ärztin
- Günter Jahn (1920–2015), deutscher Germanist und Pädagoge
- Günther Jahn (1930–2015), deutscher Politiker (SED)
- Günther Jahn (Maler) (1933–2011), deutscher Maler und Grafiker
- Gunther Jahn (1929–1998), deutscher Kunsthistoriker und Denkmalpfleger
- Gunnar Jahn (1883–1971), norwegischer Wirtschaftswissenschaftler und Politiker
- Gustav Jahn (Unternehmer) (1806–1862), sächsischer Kaufmann und Unternehmer
- Gustav Jahn (Schriftsteller) (1818–1888), deutscher Schriftsteller und Sozialarbeiter
- Gustav Jahn (Richter, 1862) (1862–1940), deutscher Richter
- Gustav Jahn (Maler) (1879–1919), österreichischer Maler, Grafiker und Alpinist
- Gustav Jahn (Manager) (1879–1935), deutscher Energiewirtschaftsmanager
- Gustav Jahn (Richter, 1921) (* 1921), deutscher Richter
- Gustav Adolph Jahn (1804–1857), deutscher Astronom und Mathematiker

### H
- Hajo Jahn (Hans-Joachim Jahn; * 1941), deutscher Journalist
- Hannah Jahn (* 1998), deutsche Basketballspielerin
- Hans Jahn (Politiker) (Johannes Jahn; 1885–1960), deutscher Politiker (SPD), Gewerkschafter und Widerstandskämpfer
- Hans Jahn (Journalist) (1911–1965), deutsch-argentinischer Journalist und Herausgeber
- Hans Edgar Jahn (1914–2000), deutscher Journalist, Verleger und Politiker (CDU)
- Hans-Gert Jahn (* 1945), deutscher Biathlet
- Hans Henny August Jahn, eigentlicher Name von Hans Henny Jahnn (1894–1959), deutscher Schriftsteller, Publizist, Orgelbauer und Musikverleger
- Hans Max Jahn (1853–1906), deutscher Chemiker und Hochschullehrer
- Hans-Peter Jahn (* 1948), deutscher Musiker, Komponist und Musikjournalist
- Harald A. Jahn (* 1963), österreichischer Designer, Fotograf und Autor
- Hartmut Jahn (* 1955), deutscher Autor, Filmregisseur und Filmproduzent
- Heinrich Jahn (Maler) (1672–1713), deutscher Maler
- Heinrich Jahn (Geistlicher) (1862–1945), deutscher Pfarrer und Theologe
- Heinrich Jahn (Schriftsteller) (1895–1958), deutscher Heimatschriftsteller
- Heinz Jahn (1818–1873), Politiker im Großherzogtum Hessen
- Helene Jahn, deutsche und österreichische Tischtennisspielerin
- Helma Heynsen-Jahn (1874–1925), deutsche Porträtmalerin
- Helmut Jahn (Fußballspieler) (1917–1986), deutscher Fußballspieler
- Helmut Jahn (Maler) (1936–2013), deutscher Maler
- Helmut Jahn (Architekt) (1940–2021), deutsch-amerikanischer Architekt
- Helmut M. Jahn (* 1949), deutscher Politiker
- Herbert Jahn (1918–2001), deutscher Bildhauer

- Hermann Jahn (Politiker) (1894–1946), deutscher Politiker (KPD, SED), Oberbürgermeister von Erfurt
- Hermann Jahn (Biologe) (1911–1987), deutscher Mykologe und Ornithologe
- Hermann Arthur Jahn (1907–1979), britischer Physiker
- Hermann Eduard Jahn (1857–1933), deutscher Schriftsteller
- Hildegard Jahn-Wiegel (1922–2009), deutsche Bildhauerin

### I
- Ilse Jahn (1922–2010), deutsche Biologin
- Ingrid Huber-Jahn, deutsche Betriebswirtin und Hochschullehrerin

### J
- Jakob Jahn (1897–1976), deutscher Verwaltungsbeamter und Politiker (CDU)
- Jan Jakub Quirin Jahn (1739–1802), böhmischer Maler und Kunsthistoriker, siehe Qurin Jahn
- Janheinz Jahn (1918–1973), deutscher Schriftsteller
- Jens Jahn (* 1963), deutscher Autor
- Jeremy Jahn (* 1990), deutscher Tennisspieler
- Joachim Jahn (Historiker) (1951–1993), deutscher Historiker
- Joachim Jahn (Journalist) (* 1959), deutscher Journalist
- Johann Jahn (Theologe, 1604) (Johannes Janus, 1604–1651), deutscher lutherischer Geistlicher
- Johann Jahn (Theologe, 1644) (1644–1716), deutscher lutherischer Theologe
- Johann Jahn (Theologe, 1750) (1750–1816), deutscher katholischer Theologe und Orientalist
- Johann Christian Jahn (1797–1846), deutscher Altphilologe und Pädagoge
- Johann Gottlieb Jahn (1804–1878), deutscher Lehrer, Politiker und Journalist
- Johann Wilhelm Jahn (1681–1725), deutscher lutherischer Theologe und Historiker
- Johannes Jahn (1892–1976), deutscher Kunsthistoriker
- Johannes Jahn (Herpetologe) (1908–1999), deutscher Kinderarzt und Herpetologe
- John Jahn (1870–1930), deutscher Maschinenbauer und Hochschullehrer
- Jörg-Wolfgang Jahn (* 1936), deutscher Musiker und Musikpädagoge
- Josef Jahn (Publizist) (auch Joseph Jahn; 1894–1943), deutscher Wirtschaftspublizist und Gewerkschafter
- Josef Jahn (Radsportler) (* 1940), deutscher Radsportler
- Jürgen Jahn (* 1954), deutscher Fußballspieler
- Jürgen Jahn (Literaturwissenschaftler), deutscher Literaturwissenschaftler
- Jürgen Schröder-Jahn (1936–2022), deutscher Fernsehjournalist, Drehbuchautor, Regisseur, Autor und Gewerkschafter
- Just Jahn (1936–2007), deutscher Ruderer
- Justus Jahn von Jahnau (1850–1922), österreichischer Feldmarschallleutnant

### K
- Karl Jahn (Altphilologe) (1777–1854), Schweizer Klassischer Philologe
- Karl Jahn (Geistlicher) (1816–1891), deutscher evangelisch-lutherischer Geistlicher, Oberhofprediger in Schwerin
- Karl Jahn (Jurist) (1853–1921), Schweizer Jurist, Dichter und Politiker
- Karl Jahn (Orientalist) (1906–1985), Orientalist, Islamwissenschaftler und Philologe
- Karl Alexander Albert Jahn (1841–1886), Schweizer Architekt, Maler und Autor
- Karl-Heinz Jahn (* 1954), deutscher Fußballspieler
- Karl Ludwig Jahn (1808–1889), deutscher Botaniker
- Kevin Jahn (* 1985), deutscher Handballspieler
- Kirsty Jahn (* 1983), kanadische Triathletin
- Klara Jahn (1826–1882), deutsche Schauspielerin
- Klaus-Jürgen Jahn (* 1935), deutscher Unternehmer und Sportmäzen
- Kriemhild Jahn (* 1972), deutsche Sängerin
- Kristin Jahn (* 1976), deutsche Literaturwissenschaftlerin und evangelische Theologin
- Kurt Jahn (Literaturhistoriker) (1873–1915), deutscher Literaturhistoriker
- Kurt Jahn (General) (1892–1966), deutscher Militär, auch Curt Jahn
- Kurt Jahn (Architekt) (1903–1978), deutscher Architekt
- Kurt Jahn (Judoka), deutscher Judoka

### L
- Leopold Jahn (1911–1984), österreichischer Künstler
- Lilli Jahn (1900–1944), deutsche Ärztin
- Lisa Jahn (* 1994), deutsche Kanutin
- Lucie Prussog-Jahn (1900–1990), deutsche Bildhauerin
- Ludwig Jahn (Architekt) (1873–1961), deutscher Architekt
- Ludwig Jahn (Bobfahrer) (* 1959), deutscher Bobfahrer

### M
- Manfred Jahn (* 1950), deutscher Historiker
- Marcus Jahn (* 1986), deutscher Fußballspieler und Fußballtrainer
- Maria Paschalis Jahn (1916–1945), deutsch-polnische römisch-katholische Ordensschwester, Selige
- Marianne Jahn (1942–2025), österreichische Skirennläuferin
- Marie Jahn (1865–1934), österreichische Sängerin (Sopran) und Gesangspädagogin
- Marie-Luise Jahn (1918–2010), deutsche Widerstandskämpferin
- Markus Jahn (Basketballspieler) (* 1972), deutscher Basketballspieler
- Markus Jahn (Leichtathlet) (* 1985), deutscher Leichtathlet
- Martin Jahn (Kantor) (etwa 1620–1682), deutscher Geistlicher und Kirchenliedkomponist
- Martin Jahn (Prähistoriker) (1888–1974), deutscher Prähistoriker
- Martin Jahn (Künstler) (1898–1981), deutscher Maler, Zeichner und Kunstpädagoge
- Martin Jahn (Politiker) (* 1970), tschechischer Industriemanager und Politiker
- Matthias Jahn (Fußballspieler) (* 1948), deutscher Fußballspieler
- Matthias Jahn (Jurist) (* 1968), deutscher Rechtswissenschaftler
- Matthias Jahn (Leichtathlet) (* 1982/1983), deutscher Leichtathlet
- Max Jahn (Sänger) (1878–1931), deutscher Sänger (Bariton) und Schauspieler
- Max Jahn (Politiker) (1881–1954), deutscher Beamter und Politiker (SPD)
- Michael Jahn (Journalist) (* 1952), deutscher Journalist
- Michael Jahn (* 1965), österreichischer Musikwissenschaftler
- Mirko Jahn (* 1966), deutscher Ringer
- Moritz Jahn (Autor) (1884–1979), deutscher Schriftsteller
- Moritz Jahn (Schauspieler) (* 1995), deutscher Schauspieler

### N
- Niklas Jahn (Musiker) (* 1996), deutscher Organist
- Niklas Jahn (Fußballspieler, 2001) (* 2001), deutscher Fußballspieler
- Niklas Jahn (Fußballspieler, 2004) (* 2004), deutscher Fußballspieler

### O
- Olaf Jahn (* 1960), deutscher Journalist
- Oliver Jahn (* 1969), deutscher Filmregisseur, Drehbuchautor und Schauspieler
- Oliver Jahn (Journalist) (* 1970), deutscher Journalist
- Otto Jahn (Archäologe) (1813–1869), deutscher Archäologe, Philologe und Musikwissenschaftler
- Otto von Jahn (1833–1891), deutscher Generalleutnant
- Otto Jahn (Politiker) (1898–1974), deutscher Politiker (CDU), MdBB
- Otto Jahn (Maler) (1900–1945), österreichischer Maler
- Otto Heinz Jahn (1906–1953), deutscher Schriftsteller und Drehbuchautor

### P
- Patrick Jahn (Pflegewissenschaftler) (* 1976), deutscher Pflegewissenschaftler
- Patrick Jahn (Fußballspieler) (* 1983), deutscher Fußballspieler
- Paul Jahn (Philologe) (Albert Otto Paul Jahn; 1862–nach 1927), deutscher Klassischer Philologe
- Paul Jahn (Jurist) (1881–1959), deutscher Jurist und Richter
- Paul Gerhard Jahn (1925–2004), deutscher Theologe und Hochschullehrer
- Peter Jahn (* 1941), deutscher Historiker
- Philipp Jahn (1883–1963), deutscher Politiker (Zentrum/CDU), MdBB

### Q
- Quirin Jahn (Jan Jakub Quirin Jahn; 1739–1802), böhmischer Maler und Kunsthistoriker

### R
- Ralf Jahn (Jurist) (* 1959), deutscher Jurist und Hochschullehrer
- Ralf Jahn (Botaniker) (Ralf Leonhard Jahn; * 1961), deutscher Botaniker
- Ralf Schlechtweg-Jahn (* 1960), deutscher Germanist und Literaturwissenschaftler
- Ralf G. Jahn (Ralf Günter Jahn; * 1965), deutscher Historiker und Genealoge
- Reinhard Jahn (Biologe) (* 1950), deutscher Biologe
- Reinhard Jahn (Autor) (* 1955), deutscher Autor und Publizist
- Robert Jahn (Heimatforscher) (1874–1953), deutscher Lehrer und Heimatforscher
- Robert Jahn (Archivar) (1885–1962), deutscher Archivar
- Robert Jahn (Schriftsteller) (* 1987), deutscher Schriftsteller und Grafikdesigner
- Robert W. Jahn (* 1981), deutscher Wirtschaftspädagoge und Hochschullehrer
- Roland Jahn (* 1953), deutscher Journalist und Bürgerrechtler
- Rolf Jahn (Theaterdirektor) (1898–1968), deutsch-österreichischer Industrieller und Theaterdirektor
- Rolf Jahn (Fußballspieler) (1927–2001), deutscher Fußballtorhüter
- Rolf Jahn (Maler) (* 1962), deutscher Maler
- Rudolf Jahn (1906–1990), deutscher Politiker
- Rudolf Jahn (Lehrer) (1911–1989), (sudeten-)deutscher Turnpädagoge, Historiker und Biograph Konrad Henleins
- Rudolf Friedrich Jahn (1844–1883), Schweizer Maler und Restaurator
- Ryan David Jahn (* 1979), US-amerikanischer Autor

### S
- Sabine Jahn (* 1953), deutsche Ruderin
- Sepp Jahn (1907–2003), österreichischer Maler und Grafiker
- Stefan Jahn (* vor 1970), deutscher Gitarrist und Sänger
- Steffen Jahn (* 1978), deutscher Wirtschaftswissenschaftler und Hochschullehrer
- Steven Jahn (* 1989), deutscher Fußballspieler
- Susanne Jahn (* 1960), deutsche Fußballspielerin

### T
- Thekla Jahn, deutsche Hörfunkjournalistin und Moderatorin
- Theo Jahn (1931–2023), deutscher Biologe, Hochschullehrer und Herausgeber
- Theodor Jahn (?–1936), österreichischer Landschaftsgärtner
- Theodore Louis Jahn (1905–1979), US-amerikanischer Biologe und Hochschullehrer
- Thilo Jahn (* 1982), deutscher Journalist sowie Radio- und Fernsehmoderator
- Thomas Jahn (Komponist) (* 1940), deutscher Komponist
- Thomas Jahn (Soziologe) (* 1952), deutscher Soziologe
- Thomas Jahn (Filmregisseur) (* 1965), deutscher Filmregisseur
- Tobias Jahn (* 1986), deutscher Basketballspieler
- Tom Jahn (* 1965), deutscher Schauspieler

### U
- Ulrich Jahn (1861–1900), deutscher Germanist und Erzählforscher
- Uwe Jahn (Trainer) (* 1954), deutscher Fußballtrainer
- Uwe Jahn (Journalist) (* 1964), deutscher Hörfunkjournalist und Schriftsteller
- Uwe Jahn (Leichtathlet) (* 1971), deutscher Leichtathlet

### W
- Walter Jahn (General) (1893–1971), Schweizer Jurist, Wirtschaftsmanager und General
- Walter Jahn (SA-Mitglied) (um 1893–nach 1945), deutscher SA-Führer
- Walter Jahn (Verleger) (1900–1997), deutscher Verleger
- Walter Jahn (Bildhauer) (1903–1965), deutscher Bildhauer
- Walter Jahn (Pädagoge) (1925–2014), deutscher Pädagoge, Geograph und Hochschullehrer
- Walther Jahn (1914–1993), deutscher Fotograf
- Werner Jahn (* 1956), deutscher Eishockeyspieler
- Wilhelm Jahn (Musiker) (1835–1900), österreichisch-ungarischer Musiker und Dirigent
- Wilhelm Jahn (Offizier) (1866–1924), deutscher Generalleutnant
- Wilhelm Jahn (Polizeipräsident) (1891–1952), deutscher Polizeipräsident und SA-Obergruppenführer
- Willie Jahn (Wilhelm Hans Jahn; 1889–1973), deutscher Mittelstreckenläufer, Wandervogel, Offizier und Herausgeber
- Willy Jahn (Maler, 1898) (1898–1973), deutscher Maler und Grafiker
- Willy Jahn (Maler, 1910) (1910–1939), Schweizer Maler
- Wolfgang Jahn (Bankmanager) (1918–2005), deutscher Volkswirt und Bankmanager
- Wolfgang Jahn (Wirtschaftswissenschaftler) (1922–2001), deutscher Wirtschaftswissenschaftler und Hochschullehrer
- Wolfgang Jahn (Fußballspieler) (* 1935), deutscher Fußballspieler
- Wolfgang Jahn (Basketballspieler) (* 1943/1944), deutscher Basketballspieler
- Wolfgang Jahn (Althistoriker) (* 1955), deutscher Althistoriker